# Степное (Советский район)
Степное (также Луй, нем. Louis) — посёлок городского типа в Саратовской области России. Административный центр Советского района. Образует одноимённое Степновское муниципальное образование со статусом городского поселения как единственный населённый пункт в его составе.
Основан в 1767 году как немецкая колония Луй
Население — 12 355 (2021)

## Название
Первоначальное название — Луй (нем. Louis), также Луи. По указу от 26 февраля 1768 года о наименованиях немецких колоний получила официальное название Отроговка. Также была известна как Мечётное.

## Физико-географическая характеристика
Посёлок городского типа находится в Низком Заволжье, в пределах Сыртовой равнины, относящейся к Восточно-Европейской равнине, на левом берегу реки Большой Караман, напротив устья реки Мечетка. В окрестностях посёлка имеются пруды. Высота центра населённого пункта — 70 метров над уровнем моря. В окрестностях населённого пункта распространены тёмно-каштановые почвы. Почвообразующие породы — глины и суглинки.
По автомобильным дорогам расстояние до города Энгельс составляет 71 км, до областного центра города Саратова — 83 км.
Климат
Климат умеренный континентальный (согласно классификации климатов Кёппена — Dfa). Многолетняя норма осадков — 452 мм. В течение года осадки распределены относительно равномерно: наибольшее количество осадков выпадает в ноябре — 46 мм, наименьшее в марте и апреле — по 26 мм. Среднегодовая температура положительная и составляет + 6,5 °С, средняя температура самого холодного месяца января −10,4 °С, самого жаркого месяца июля +22,8 °С.

## История
Основан 14 июня 1767 года. Вызывательская колония Леруа и Питета. Я.Дитц (История поволжских немцев-колонистов) указывает 1766 год основания колонии. По сведениям же Клауса (Наши колонии) колония была поселена между 1764-66 годами. Основатели — 50 семей из Трира и Лотарингии. До 1917 года — немецкая колония Тонкошуровского колонистского округа, а после 1871 года сначала Тонкошуровской, а затем Отроговской волости Новоузенского уезда Самарской губернии.
В 1774 и 1785 годах колония подвергалась набегам киргиз-кайсаков.
Село относилось сначала к католическому приходу Мариенталь, а с 1883 года — Луй. В 1882 году вместо деревянной церкви в селе была выстроена каменная. Кроме того, в селе имелась часовня Св. Антония Падуанского.
По сведениям Самарского губернского статистического комитета за 1910 год в селе Отроговка (Луй) считалось 619 дворов с числом жителей 2382 мужского пола и 2474 — женского, всего — 4856 душ обоего пола поселян-собственников, немцев, католиков. Количество надельной земли удобной показано 10639 десятин, неудобной — 2666 десятин. Село имело католическую церковь, 2 школы — церковно-приходскую и земскую, 8 ветряных мельниц.
В советский период — немецкое село сначала Антоновского (Тонкошуровского) района Марксштадтского уезда Трудовой коммуны (Области) немцев Поволжья, а с 1922 года — Тонкошуровского (в 1927 году переименован в Мариентальский) кантона АССР немцев Поволжья; административный центр Луйского сельского совета (в 1926 году в сельсовет входили: село Луй, Лесная сторожка).
В связи с голодом, прокатившемся по Поволжью в 1921-22 гг., произошло резкое сокращение численности населения в крае. В 1921 году в селе родилось 168 человек, умерли — 453. В 1926 году в селе имелись кооперативная лавка, сельскохозяйственное кредитное товарищество, начальная школа, изба-читальня. В 1927 году официально переименовано в село Луи.
28 августа 1941 года был издан Указ Президиума ВС СССР о переселении немцев, проживающих в районах Поволжья. Коренное немецкое население депортировано, село, как и другие населённые пункты Мариентальского кантона было включено в состав Саратовской области, впоследствии вновь переименовано в Отрогово. В начале августа 1941 года в село стали прибывать семьи офицеров Белорусского военного округа и простые беженцы. Сюда был эвакуирован харьковский колхоз «Червони Зори», в здании закрытой кирхи (впоследствии разрушена) разместилась военная часть.
26 июля 1950 года начато бурение первой нефтяной скважины, ещё через четыре года впервые был получен газ. На этой территории развернулось строительство промышленных объектов. Был создан строительный трест, позволивший увеличить объёмы строительства в два раза. В 1957 г. было построено и сдано в эксплуатацию более 5 000 квадратных метров жилья. К 1 января 1958 г. в селе проживали 3	050 человек, из них 81 % рабочих и служащих. 75 % рабочих и служащих были заняты в газовой и нефтяной промышленности. Функционирование промышленного объекта обеспечивало строительство культурно-бытовых учреждений: клуба, бани, прачечной. 18 января 1958 года село Отрогово было преобразовано в рабочий посёлок Степное.
С 1967 года посёлок является центром Советского района Саратовской области.

## Население
Динамика численности населения по годам:
| 1767 | 1773 | 1788 | 1798 | 1816 | 1834 | 1850 | 1859 | 1871 | 1883 | 1889 | 1897 | 1905 | 1911 | 1920 | 1922 | 1923 | 1926 | 1931 |
| ---- | ---- | ---- | ---- | ---- | ---- | ---- | ---- | ---- | ---- | ---- | ---- | ---- | ---- | ---- | ---- | ---- | ---- | ---- |
| 193  | 237  | 227  | 307  | 533  | 1589 | 1714 | 2091 | 2239 | 2647 | 2792 | 3208 | 4759 | 4856 | 4315 | 1823 | 1976 | 2744 | 4246 |

| 1959    | 1970    | 1979    | 1989    | 2002    | 2009    | 2010    |
| ------- | ------- | ------- | ------- | ------- | ------- | ------- |
| 3606    | ↗8335   | ↗11 542 | ↗14 083 | ↗14 140 | ↘13 133 | ↗13 136 |
| 2011    | 2012    | 2013    | 2014    | 2015    | 2016    | 2017    |
| ↘13 112 | ↘12 927 | ↘12 696 | ↘12 511 | ↘12 413 | ↘12 340 | ↘12 234 |
| 2018    | 2019    | 2020    | 2021    |         |         |         |
| ↘12 047 | ↘11 836 | ↘11 603 | ↗12 355 |         |         |         |

В 1931 году немцы составляли свыше 98 % населения села.

## Экономика
Основная отрасль экономики посёлка — нефтегазодобыча. Здесь расположены филиал ОАО «Саратовнефтегаз» и Степновское УПХГ ООО «Газпром ПХГ» ПАО «Газпром».

## Культура
В посёлке работают лицей, средняя общеобразовательная школа, детская школа искусств, дом творчества юных, спортивная школа, дом культуры и т.д

## Достопримечательности
В центре посёлка расположен пруд в форме подковы.
1 сентября 2011 года открыт парк имени Лузянина.
В центре посёлка располагается обустроенный детскими площадками парк, где местные жители любят проводить выходные. Памятник влюблённым располагается возле РДК. Памятник Димитрову, Ленину. В парке возведены стены памяти погибшим в ВОВ. Возведён стенд «Лучшая молодёжь», на которой висят фотографии ребят, которые добились успехов в разных областях.

## Фото

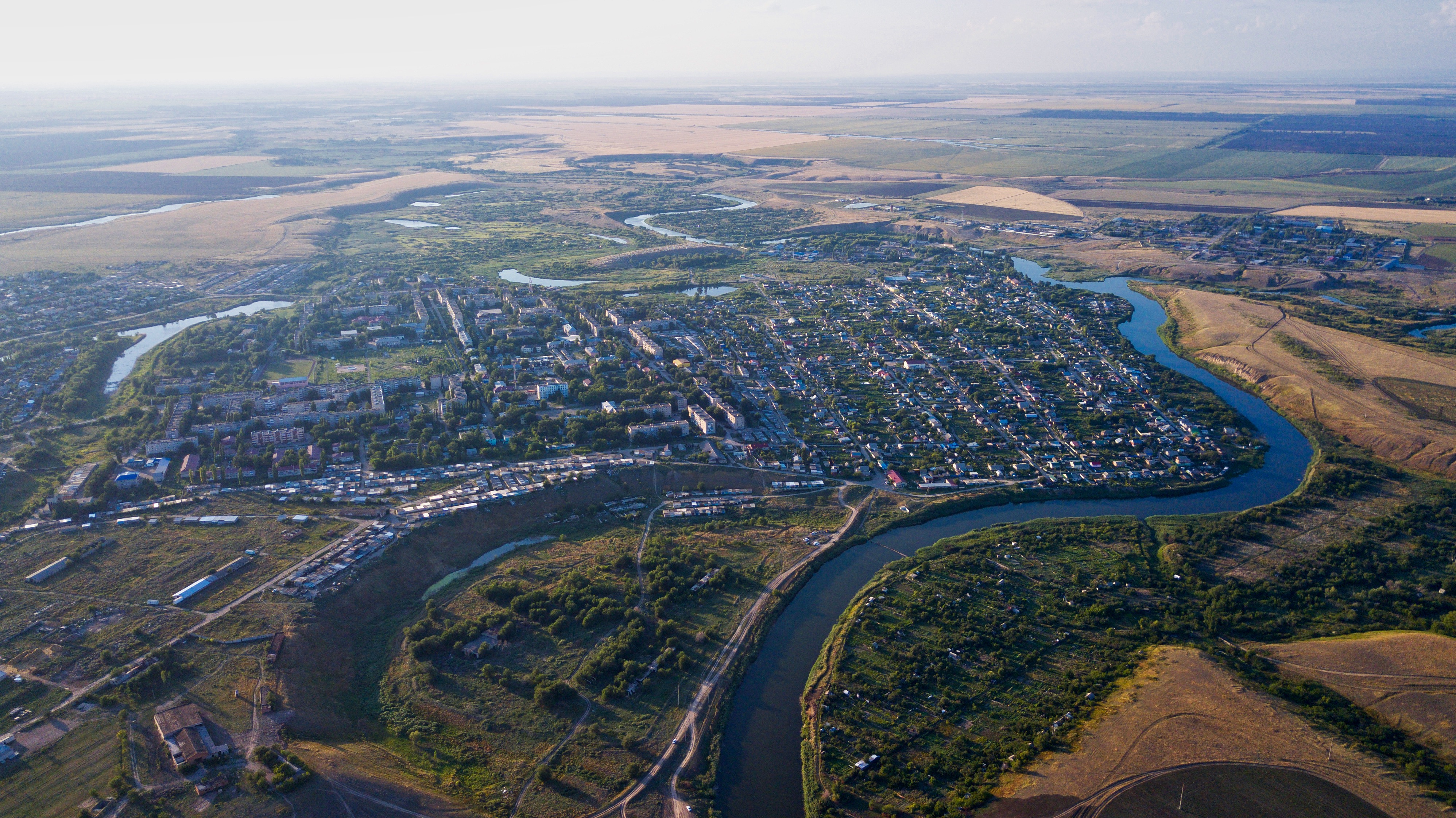
Панорамный вид на Степное с квадрокоптера
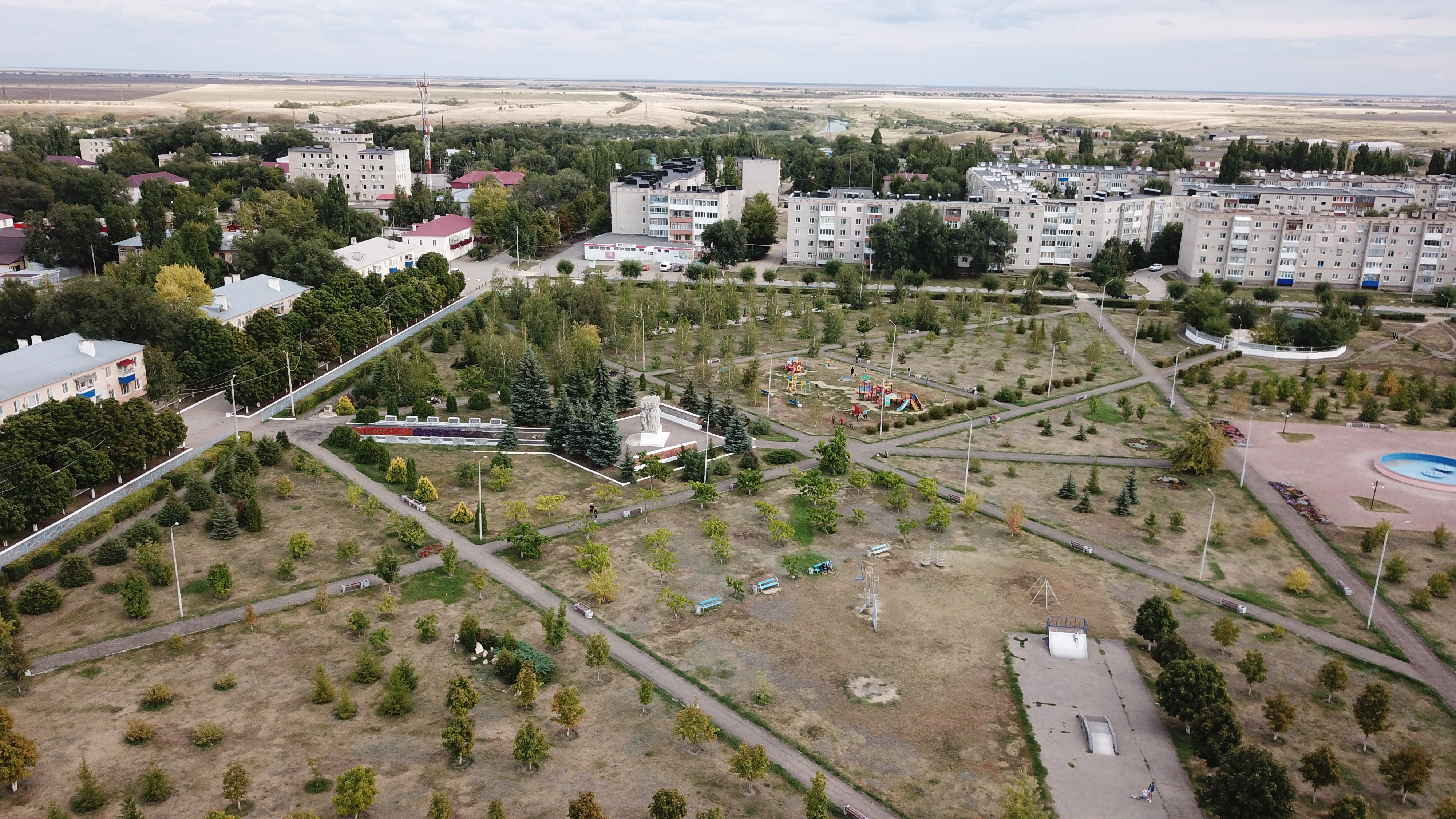
Парк им. Лузянина
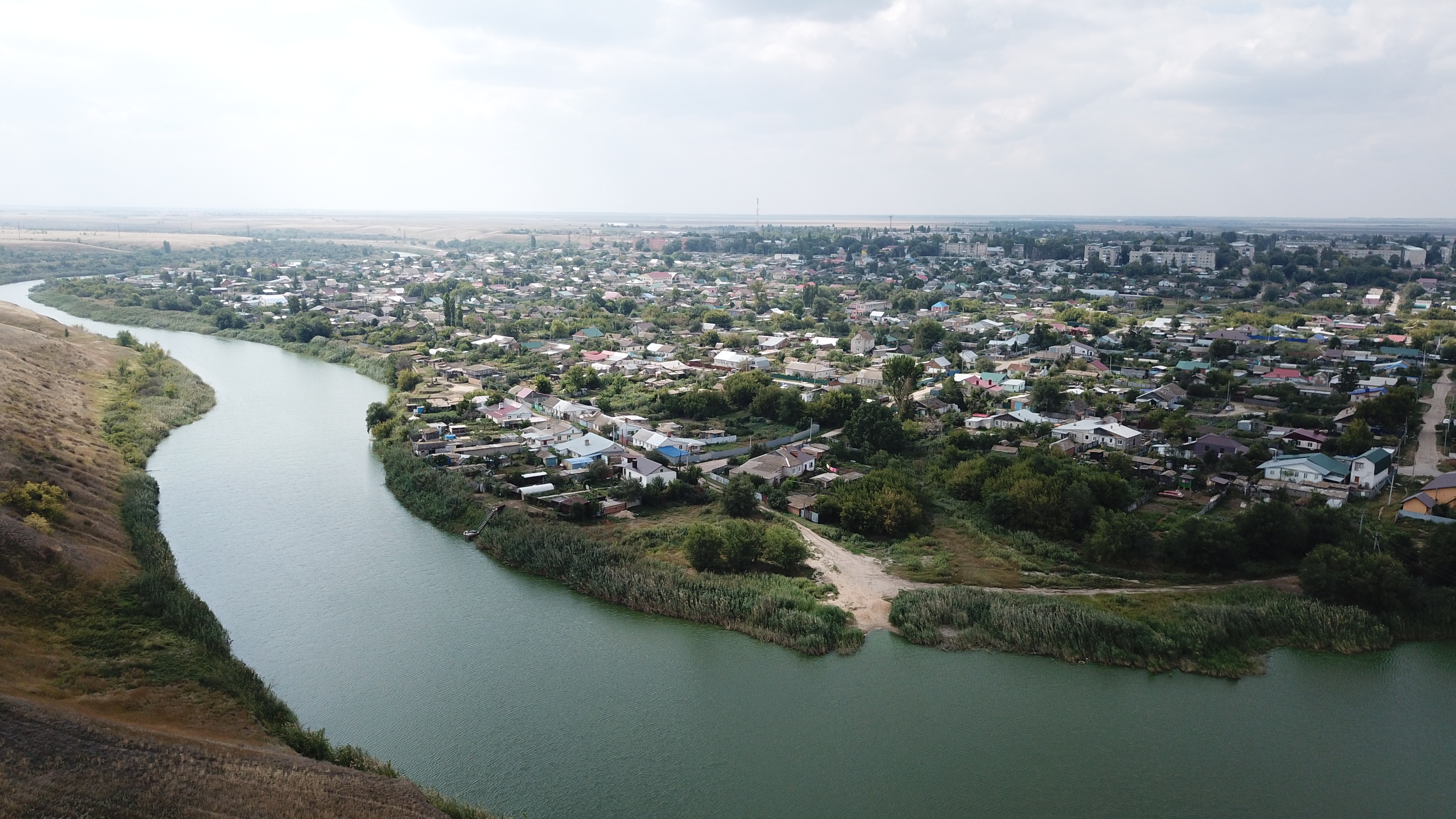
Нижний район Степного (частный сектор)
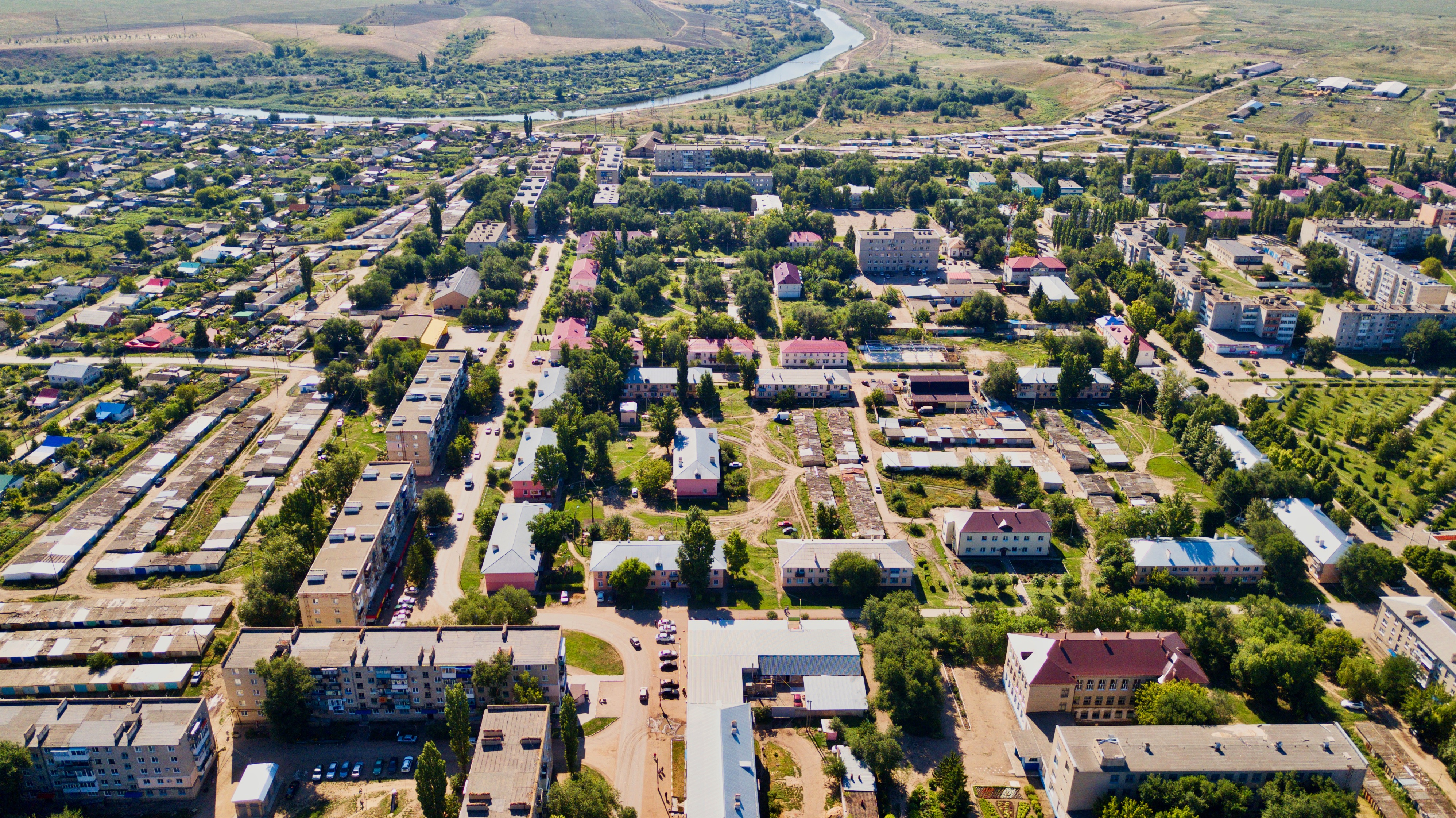
Центральная часть Степного
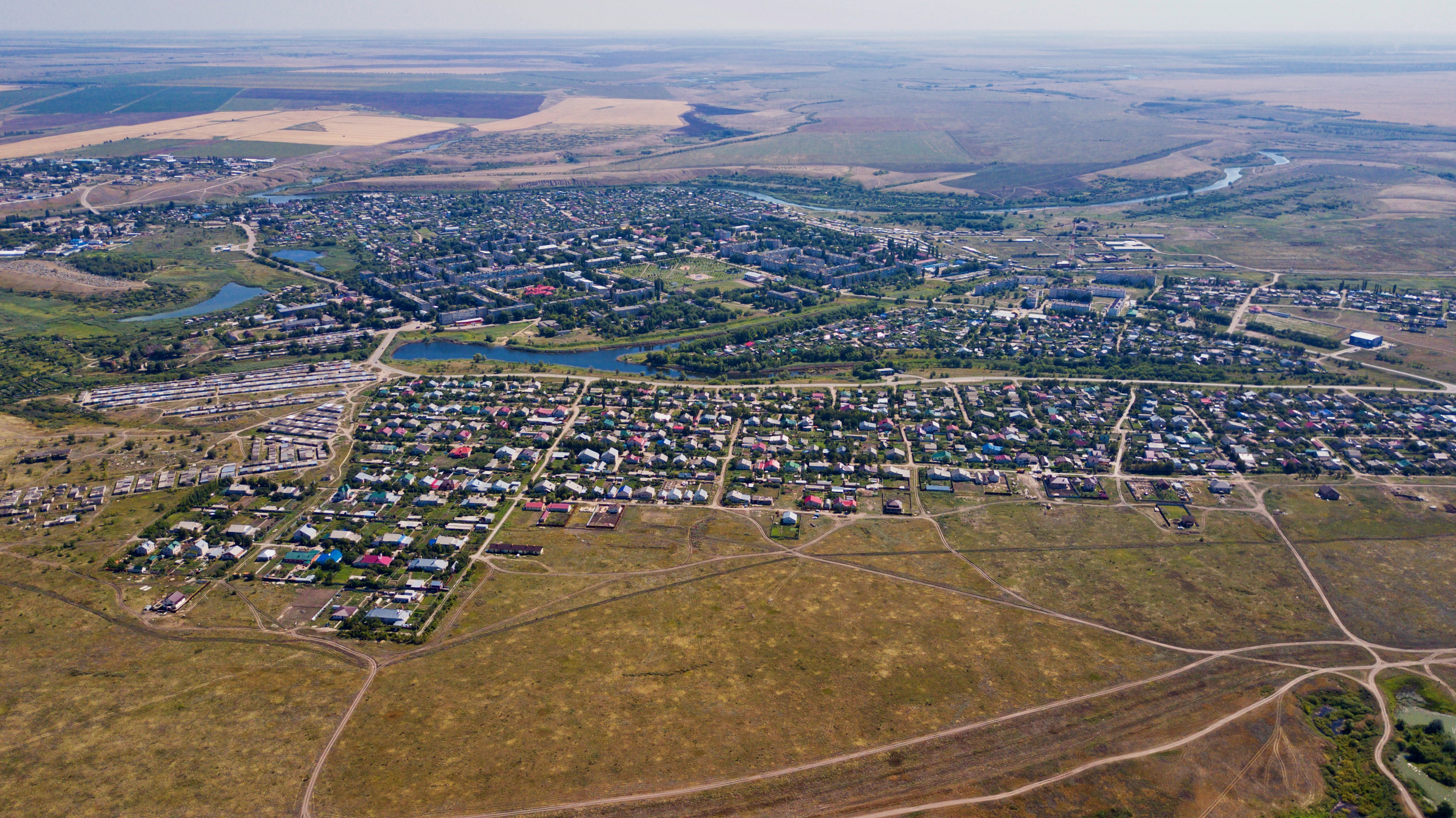
Вид на район Черёмушки

## Видео
- Степное, Саратовская область — вид с квадрокоптера (22.08.2020)
- Степное — по ту сторону Карамана (23.08.2020)
- Степное — съёмка с квадрокоптера (7.08.2018)